# Alfonso Gómez (boxeador)
(Guadalajara, Jalisco; 28 de octubre de 1980), más conocido simplemente como Alfonso Gómez, es un boxeador mexicano. El boxeo le viene de tradición familiar, debido a que su padre también fue boxeador.
Comenzó a boxear cuando tenía 10 años,[cita requerida] y empezó su carrera profesional en 2001.
Gómez apareció en la primera temporada de un reality show de EE.UU. llamado The Contender y conocido en América Latina como «El retador», en donde hizo un gran esfuerzo y sorprendió a todos al enfrentar y derrotar en su primera pelea a Peter Manfredo, el cual era considerado el boxeador más fuerte, aunque en las finales fue derrotado por el mismo Peter Manfredo. No todo fue tan malo, ya que se clasificó tercero de dieciséis y esto lo catapultó a la fama a nivel internacional.
El 14 de julio de 2007 peleó contra el excampeón Arturo Gatti, venciéndolo por nocaut en el 7.º asalto y enviandólo al retiro.[cita requerida]
El 12 de abril de 2008 peleó por el título wélter contra Miguel Ángel Cotto, perdiendo al retirarse en el 5.º asalto.
Después de un año de inactividad,[cita requerida] Gómez volvió al ring el 1 de mayo de 2009 contra Juan Manuel Buendía, a quien venció por nocaut técnico en el 8.º asalto de una sangrienta pelea.
El 17 de septiembre de 2011 peleó por el título superwélter del CMB contra Saúl Álvarez, perdiendo por nocaut técnico en el 6.° asalto.
Actualmente (30/03/2012), según la página de estadísticas Boxrec, Gómez se encuentra clasificado como número 4 de México y número 19 del mundo en peso superwélter.
Gómez tiene también una compañía de discos llamada Little Men Big Heart Recordz y una productora de video, además de ser parte de un grupo llamado Hy3rid al lado de sus hermanos Rob y Zeus.[cita requerida]
Actualmente vive en Whittier, California (Estados Unidos).[cita requerida]